# Sepano
Sepano è una località dei comuni di Grumo Nevano, e Frattamaggiore nella città metropolitana di Napoli, in Campania.

## Geografia fisica
Corrisponde all'area sud di entrambi i comuni, nelle vicinanze di Arzano.

## Storia
Presente sin dal 1550 nelle mappe topografiche della campania felix, il nome Sepano deriva dal latino da "Saepius"-"Seppius", gli storici ritenevano la presenza di proprietà della gens Saepia (Seppia).
Altre ipotesi invece ritengono che l'origine del nome derivasse dalla presenza di un territorio ricco di siepi nella zona.
Sepano dal XX secolo rappresenta un'importante agglomerato industriale dei comuni di Frattamaggiore e Grumo Nevano.

## Monumenti e luoghi d'interesse
A Sepano di Frattamaggiore è presente la Chiesa di Maria SS. Assunta in Cielo, eretta nel 1956, sorta a risposta dell'elevato sviluppo demografico frattese, possiede alcune opere pregiate e ha un'intensa attività catechistica e di servizio sociale.